# Glaucopsyche minor
Glaucopsyche minor är en fjärilsart som beskrevs av Heinrich 1938. Glaucopsyche minor ingår i släktet Glaucopsyche och familjen juvelvingar. Inga underarter finns listade i Catalogue of Life.